# Sous-variété lagrangienne
Les sous-variétés lagrangiennes sont l'analogue en géométrie symplectique des sous-espaces lagrangiens en algèbre linéaire.

## Sous-fibré lagrangien
Une forme symplectique {\displaystyle \omega } sur un fibré vectoriel {\displaystyle E\rightarrow M} est une section en tout point non dégénérée du fibré {\displaystyle E^{*}\wedge E^{*}\rightarrow M}. Un sous-fibré vectoriel {\displaystyle F} de {\displaystyle E} est dit lagrangien lorsque les fibres {\displaystyle F_{x}} sont des sous-espaces vectoriels lagrangiens des fibres {\displaystyle E_{x}}, i.e. :
Exemple : Si {\displaystyle E\to M} est un fibré vectoriel réel, alors {\displaystyle E\oplus E^{*}\to M} est naturellement muni d'une forme symplectique {\displaystyle \omega } donnée par :
{\displaystyle \omega (v\oplus v^{*},w\oplus w^{*})=v^{*}(w)-w^{*}(v)}
Le fibré {\displaystyle E} est un sous-fibré lagrangien du fibré symplectique {\displaystyle E\oplus E^{*}}.

## Sous-variétés lagrangiennes
Si {\displaystyle L} est une sous-variété différentielle de {\displaystyle M}, le fibré tangent {\displaystyle TM\rightarrow M} se restreint sur {\displaystyle L} en un fibré de rang {\displaystyle n}.
Une sous-variété {\displaystyle L} d'une variété symplectique {\displaystyle (M,\omega )} est dite lagrangienne lorsque le fibré vectoriel {\displaystyle TL} est un sous-fibré lagrangien du fibré symplectique {\displaystyle (T_{L}M,\omega )}.
Exemples :
- Toute courbe d'une surface munie d'une forme d'aire en est une sous-variété lagrangienne.
- Soit {\displaystyle L} une variété différentielle. Considérons la forme de Liouville {\displaystyle \lambda } sur {\displaystyle T^{*}L}. Si {\displaystyle \sigma } est une forme différentielle sur {\displaystyle L}, son graphe {\displaystyle \Gamma ={\sigma (x),x\in L}}, est une sous-variété lagrangienne de {\displaystyle (T^{*}L,d\lambda )} ssi {\displaystyle \sigma } est fermée.